# Don Felder
Pour les articles homonymes, voir Felder.
Donald William Felder (né le 21 septembre 1947) est un musicien et compositeur américain, connu pour son travail en tant que guitariste soliste des Eagles de 1974 à 2001.

## Petite enfance et influences musicales
Don Felder est né à Gainesville, en Floride, le 21 septembre 1947. Il est élevé dans une famille baptiste du Sud. 
Il est d'abord attiré par la musique après avoir regardé Elvis Presley en direct à l'émission Ed Sullivan Show. Il achète sa première guitare à l'âge de dix ans environ, qu'il déclare avoir échangée avec un ami du Five and Dime contre une poignée de cerises[réf. nécessaire]. Musicien autodidacte, il est fortement influencé par le rock 'n' roll. À l'âge de quinze ans, il fonde son premier groupe, les Continentals.
La famille de Felder ne pouvait pas lui payer de cours de musique, mais il apprend à jouer de la guitare à l'oreille en écoutant des enregistrements qu'il écoute à vitesse réduite. Il travaille dans une école de musique créée par un diplômé de Berkeley qui a enseigné la théorie de la musique et une certaine notation à Felder pendant son emploi là-bas.

## Premiers groupes
À cette époque, il rencontre Bernie Leadon, qui devient plus tard l'un des membres fondateurs de Eagles. Leadon remplace Stephen Stills dans les Continentals, qui prend finalement le nom de Quintet Maundy. Felder et Bernie Leadon fréquentent tous deux le lycée de Gainesville. Felder donne des cours de guitare dans un magasin de musique local pendant environ 18 mois, période au cours de laquelle il apprend également à jouer de la guitare slide avec Duane Allman. Le Maundy Quintet enregistre et publie un single de 45 tours sur l'étiquette de la Paris Tower, basée à Tampa, en 1967, qui est diffusé dans le centre-nord de la Floride.
Après la séparation du Maundy Quintet, Felder se rend à Manhattan, à New York, avec un groupe appelé Flow, qui sort un album de jazz/rock en 1970. Cet album a la particularité d’être l’un des tout premiers produits sur le label indépendant CTI Records, fondé par le producteur de jazz réputé Creed Taylor. À New York, Felder améliore sa maîtrise de l’improvisation à la guitare et apprend divers styles. Après la dissolution de Flow, Felder part à Boston où il trouve un emploi dans un studio d'enregistrement.
En 1973, Felder déménage à Los Angeles où il est engagé comme guitariste par David Blue, en remplacement de David Lindley qui fait la tournée avec Crosby & Nash. Il aide Blue à organiser une tournée, au cours de laquelle ils participent à quelques spectacles de Crosby et Nash en novembre 1973 et de Neil Young lors de l'inauguration du Roxy Theatre. Une fois encore, Felder remplace Lindley, cette fois dans le groupe de Crosby & Nash, lorsque Lindley tombe malade. Il joue aussi de temps en temps avec les Eagles dans leur espace de répétition. 
En 1974, il figure sur l'album The Great Pretender de Michael Dinner.

## The Eagles
Au début du mois de janvier 1974, les Eagles demandent à Felder d’ajouter une guitare slide à leur chanson "Good Day in Hell" et quelques solos de guitare à "Been Gone". Peu de temps après, il est invité à rejoindre le groupe. Parallèlement, le groupe commence à se distancer de son style de country initial et à se diriger davantage vers la musique rock à part entière. Sur le quatrième album du groupe, One of These Nights, Felder chante sur la chanson "Visions" (la seule chanson qu'il ait chantée), qu'il a écrite avec Don Henley, et arrange le solo de guitare distinctif de la chanson titre. 
Après le départ du membre fondateur, Bernie Leadon, en 1975, après la tournée de l'album, Joe Walsh rejoint le groupe. Felder a déjà joué avec ce dernier alors que Leadon est toujours membre des Eagles. Ensemble, ils deviennent ainsi l'une des associations les plus mémorables de la musique rock sur scène. Felder double également au banjo, à la mandoline et à la Pedal steel guitar lors des précédentes tournées, alors qu'elles sont toutes toutes prises en charge par Leadon.
Le premier album que le groupe ait publié après le changement de formation est Hotel California, qui est devenu un best-seller international majeur. Felder a soumis "16 ou 17 chansons" qui ont donné les chansons "Victim of Love" et le titre de l'album "Hotel California". Après la sortie de l’album et la tournée qui a suivi, le groupe se retrouve soumis à une énorme pression pour réitérer ce succès et les tensions sont exacerbées par l’alcool, la cocaïne et d’autres drogues. Le bassiste Randy Meisner quitte le groupe après la tournée, épuisé. Il est remplacé par l'ancien bassiste de Poco, Timothy B. Schmit, qui l'avait également remplacé dans ce groupe. Néanmoins, les combats ne se sont pas arrêtés avec l’ajout de Schmit aux manières plus douces, mais ils se sont intensifiés lors de l’enregistrement de l'album The Long Run, qui a duré dix-huit mois, et Don Felder et Glenn Frey étaient particulièrement hostiles l’un envers l’autre, malgré le respect mutuel et les capacités musicales des autres.
Selon Henley, Felder a tenté de prendre le contrôle en reprenant si souvent Joe Walsh que ce fut le duo contre lui-même et Frey lorsque le groupe se divisait en factions et que même Henley et Frey commençaient à avoir leurs différences, ce qui provoqua la dissolution du groupe.

## La vie après The Eagles
Après la dissolution du groupe en 1980, Felder se consacre davantage à sa famille mais se lance également dans une carrière solo, se concentrant sur la composition de musique de films et le travail de session. Il a travaillé sur l'album Living Eyes des Bee Gees en 1981 en tant que guitariste de session. Grâce à son association avec le producteur de Bee Gees, Albhy Galuten, Felder a également participé à des sessions sur des albums d'artistes aussi divers que Diana Ross, Barbra Streisand et Andy Gibb. Pendant ce temps, il a également contribué au travail de guitare des deux premiers albums solo de Stevie Nicks, Bella Donna et The Wild Heart.
Parmi ses génériques de film musical dans les années 1980 figurent deux chansons de la bande originale du film d’animation culte de 1981 intitulé Heavy Metal (Takin 'a Ride) (avec ses anciens compagnons du groupe Don Henley et Timothy B. Schmit) All of You avec Mickey Thomas de Jefferson Starship en tant que choriste, ainsi que le titre  Wild Life de l'adaptation cinématographique de 1985 de The Slugger's Wife de Neil Simon. Il a également écrit la chanson "She's Got A Part of Me" de la bande originale de la comédie romantique de 1985, Secret Admirer.
Les crédits de télévision de Felder incluent FTV, une émission de comédie musicale qui parodie MTV et des vidéoclips qu’il a animés de 1985 à 1986, et Galaxy High, la série de dessins animés CBS de 1986 pour lesquels il a composé et interprété toute la musique, y compris la chanson thème entraînante de la série.
En 1983, Felder publie son premier album solo intitulé Airborne. Le single de l'album "Never Surrender", écrit avec Kenny Loggins, est un succès mineur, ayant également figuré sur la bande originale de la célèbre comédie cinématographique pour adolescents Fast Times at Ridgemont High.
En 1985, Henley proposa à Felder 5 000 dollars par semaine pour partir en tournée avec lui, mais Felder refusa, citant son mécontentement tant vis-à-vis de sa rémunération ainsi que son désir de ne pas partir en tournée.

## Équipement

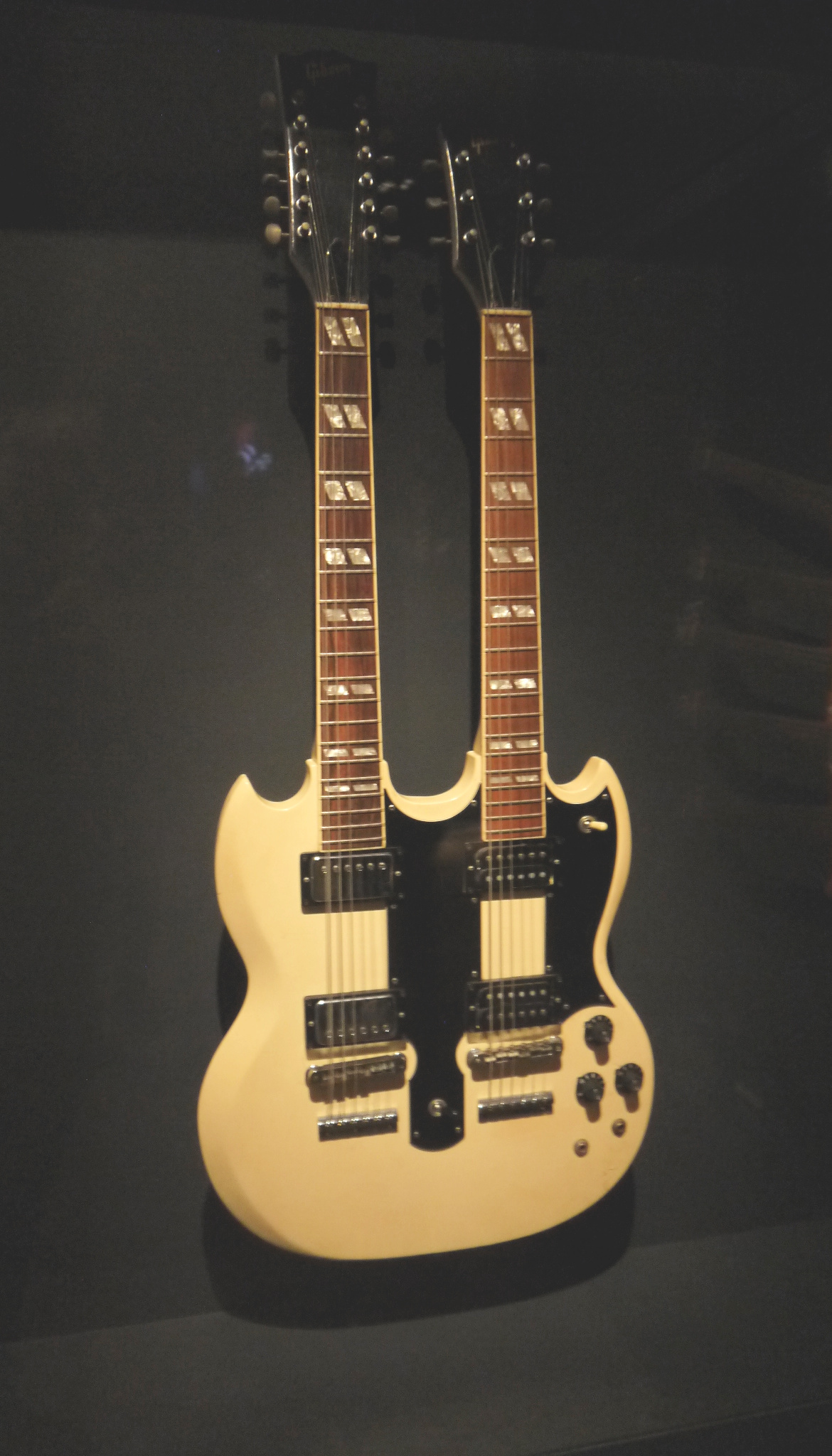
La guitare à double manche Gibson (EDS-1275 Double neck) dont jouait Don Felder sur "Hotel California", exposée au MOMA, New York.

Felder est connu pour ses performances avec les guitares électriques Gibson Les Paul et Gibson EDS-1275 (double manche 6 et 12 cordes). Cela incita Gibson à nommer deux rééditions en son hommage en 2010, la "Don Felder Hotel California 1959 Les Paul" et la "Don Felder Hotel California EDS-1275". Felder lui-même est un collectionneur passionné de guitares, ayant rassemblé près de 300 modèles depuis son enfance.
Felder utilise les amplificateurs Fender Deluxe Reverb et Tweed Deluxe [24] modifiés par Dumble Amplifiers. Lors de l'interprétation de Hotel California, le côté à 12 cordes de la 1275 passe par un haut-parleur Leslie.
Le pédalier de Felder est composé d'un Voodoo "Pedal Power", d'un overdrive Fulltone "OCD", de deux delays de Boss "Digital Delay DD-3", d'un chorus Boss "Chorus Ensemble", d'un MXR "Talk Box" et d'un accordeur  "Peterson Stomp Classic" tuner.

## Réunion des Eagles
Poussé par le succès de l'album hommage Common Thread: Songs of The Eagles, le groupe (y compris Felder) s'est regroupé 14 ans plus tard pour un concert diffusé sur MTV, qui a donné lieu à un nouvel album, Hell Freezes Over en 1994. Pour le concert MTV performance, la chanson emblématique du groupe, "Hotel California", a été réarrangée en une version acoustique et Felder a donné le coup d'envoi à la scène en la jouant avec une nouvelle intro de style flamenco.
Felder a interprété (avec tous les membres actuels et anciens du groupe) les tubes "Take It Easy" et "Hotel California" lors de l'intronisation du groupe en 1998 au temple de la renommée du rock and roll à Manhattan, à New York. Il demeura membre des Eagles jusqu'en 2001.

## Dissolution du groupe et poursuite contre les Eagles
Le 6 février 2001, Felder est congédié des Eagles. Il a réagi en engageant deux actions en justice alléguant licenciement abusif, violation de contrat implicite de fait et violation de l'obligation fiduciaire, qui auraient demandé 50 millions de dollars de dommages-intérêts. Felder a affirmé que, depuis la tournée Hell Freezes Over de 1994, Henley et Frey "avaient insisté pour que chacun reçoive un pourcentage plus élevé des bénéfices du groupe", alors que l'argent avait été divisé en cinq parts égales. Felder les a également accusés de l'avoir contraint à signer un accord aux termes duquel Henley et Frey recevraient trois fois plus des profits de vente d'un coffret compilation de succès du groupe Selected Works: 1972–1999 que n'en recevrait Don Felder. Ce coffret, sorti en novembre 2000, s’est vendu à environ 267 000 exemplaires et a rapporté plus de 16 millions de dollars.
Henley et Frey ont alors poursuivi Felder pour rupture de contrat, alléguant que Felder avait écrit et tenté de vendre les droits d'un livre "tell-all". Heaven and Hell: My Life in The Eagles (1974–2001) qui a été publié au Royaume-Uni le 1er novembre 2007. L'édition américaine a été publiée par John Wiley & Sons le 28 avril 2008, alors que Felder s'est lancé dans une campagne de publicité.
Le 23 janvier 2002, le tribunal de comté de Los Angeles a regroupé les deux plaintes et le 8 mai 2007, l'affaire a été réglée à l'amiable pour un montant non divulgué. En dépit du règlement, Felder a depuis engagé des poursuites contre le groupe.

## La vie après les Eagles
Dans une interview accordée à Howard Stern en 2008, Felder a affirmé qu'il restait ami avec d'autres anciens membres des Eagles, Bernie Leadon et Randy Meisner. Lorsqu'on lui a demandé s'il avait encore des contacts avec Frey ou Henley, Felder a déclaré que les seules réponses provenaient de leurs avocats respectifs.
Près de trois décennies après la sortie de son premier album seul, Airborne, le 9 octobre 2012, son deuxième album solo, Road to Forever, a été publié, avec "Fall from the Grace of Love" comme single, une chanson qui comprenait les voix harmoniques de Crosby, Stills & Nash.
Lorsque les Eagles ont fait coïncider leur tournée History of the Eagles avec leur documentaire en deux parties, Felder a reproché à cette dernière d'être incomplète. Il n'a pas participé à la tournée associée. Depuis 2005, Felder tourne avec son propre groupe, le Don Felder Band. En 2014, ils ont tourné avec les groupes rock Styx et Foreigner. En 2017, Felder a effectué une tournée aux États-Unis avec Styx et REO Speedwagon.
En 2019, Don Felder a annoncé la sortie de son troisième album studio, American Rock 'N' Roll, le 5 avril sur CD et Vinyle. L'album contient des noms tels que Sammy Hagar, Slash (qui habite près de chez Felder), Richie Sambora, Orianthi, Peter Frampton, Joe Satriani, Mick Fleetwood, Chad Smith, Bob Weir, David Paich, Steve Porcaro, Alex Lifeson et Jim Keltner, entre autres. Felder va faire une tournée mondiale pour promouvoir le nouvel album. La chanson-titre fait référence à des artistes tels que Jimi Hendrix, Santana, Van Halen ainsi que Guns N ’Roses.

## Décès de Glenn Frey
En 2016, au lendemain du décès de Frey, Felder a déclaré à l'Associated Press qu'il avait ressenti un "chagrin incroyable" lorsqu'il avait appris le décès de Frey. "J'avais toujours espéré quelque part sur la ligne, qu'un jour lui et moi dînions ensemble, discutant du bon vieux temps et le laissant aller avec une poignée de main et un câlin." 

## The Maundy Quintet
- 1967 : 2’s Better Than 3 / I’m Not Alone

## Flow
- 1970 : Flow

## The Eagles
Albums studio :
- On the Border (1974)
- One of These Nights (1975)
- Hotel California (1976)
- The Long Run (1979)

Albums live :
- Eagles Live (1980)
- Hell Freezes Over (1994)

Compilations :
- Their Greatest Hits (1971–1975) (1976)
- Eagles Greatest Hits, Vol. 2 (1982)
- Selected Works: 1972–1999 (2000)
- The Complete Greatest Hits (2003)
- History Of The Eagles (2013)

## Solo
- Airborne (1983)
- Road to Forever (2012)
- American Rock 'N' Roll (2019) Avec Nathan East, Mick Fleetwood, Alex Lifeson, Sammy Hagar, Jim Keltner, Peter Frampton, Steve Gadd etc.

## Collaborations
- 1974 : The Great Pretender de Michael Dinner - Don à la guitare slide sur Tattooed Man From Chelsea.
- 1975 : Two Lane Highway de Pure Prairie League - Don mandoline, avec entre autres, Chet Atkins et Emmylou Harris.
- 1979 : You're Only Lonely de J.D. Souther :Don guitare rythmique. Avec Glenn Frey et Don Henley.
- 1981 : Living Eyes des Bee Gees - Don guitare sur 5 chansons.
- 1981 : Heavy Metal: Music from the Motion Picture - Artistes variés : Heavy Metal (Takin' a Ride)All of You.
- 1982 : Fast Times at Ridgemont High: Music From the Motion Picture - Artistes variés : Never Surrender.
- 1985 : The Slugger's Wife Soundtrack - Artistes variés : Wild Life.
- 1985 : Eaten Alive de Diana Ross - Guitare sur tout l'album. - Avec Nathan East, Michael Fisher de Heart aux percussions, Barry Gibb etc.
- 1985 : Secret Admirer Soundtrack - Artistes variés : She's Got A Part of Me.
- 1985 : Nice Dreams Soundtrack - Artistes variés : A Walk in the Garden.